# Christophe Bier
Pour les articles homonymes, voir Bier.
Christophe Bier, né le 26 août 1966 à Dax, est un acteur, réalisateur, historien du cinéma, critique de cinéma, éditeur et écrivain français.

## Biographie
Dans les années 1990, Christophe Bier se lie d'amitié avec le cinéaste Jean-Pierre Mocky. Il devient son « chasseur de gueules[Quoi ?] » et interprète des petits rôles dans plusieurs de ses films,. En tant que comédien, Christophe Bier apparaît à l'écran dans de nombreux rôles secondaires, et également parfois au théâtre. Mais c'est comme historien du cinéma qu'il se fait principalement connaître.
Spécialiste du cinéma bis et, plus largement, des aspects les plus singuliers et méconnus du cinéma et de la littérature, il intervient de 2003 à 2024 en tant que chroniqueur dans l'émission Mauvais genres sur France Culture. Un choix de ses chroniques sera publié dans les deux anthologies Obsessions et Obsessions Bis. Explorant ces mêmes thématiques, il réalise des documentaires, publie des ouvrages et contribue à des revues telles que Penthouse (France), Hot Vidéo, Art Press, Les Cahiers de la bande dessinée, Couples ou Mad Movies. Christophe Bier est l'un des rédacteurs des Fiches de Monsieur Cinéma dirigées par Pierre Tchernia ainsi que des encyclopédies de cinéma coordonnées par Armel de Lorme. Il prend également part à des interviews et à des livrets pour des éditions de DVD et de Blu-ray, notamment pour Artus Films ou Bach Films. 
Fin connaisseur du cinéma pornographique, il dirige le Dictionnaire des films français pornographiques & érotiques de longs métrages en 16 et 35 mm paru en 2011 aux éditions Serious Publishing fondées par lui-même, Filo Loco, Géraldine Dura et Jimmy Pantera,. Il fait aussi partie de l'équipe d'Aventures Magazines, un périodique consacré à l'érotisme, dont cinq numéros ont paru de 2017 à 2018. Par ailleurs, Christophe Bier a joué dans plusieurs films pornographiques réalisés par John B. Root et Ovidie, sans participer aux scènes sexuelles excepté dans le film EquinoXe de John B. Root,.
Il est l'auteur, sous pseudonymes, de romans érotiques. En 2022, en tant qu'éditeur et auteur, il ressuscite la collection de romans sadomasochistes « Select-Bibliothèque »,, (1906-1939) créée par Paul Guérard. La même année, Christophe Bier reçoit le prix Sade spécial pour le récit autobiographique L’Obsession du Matto-Grosso – qui raconte les origines de son intérêt pour la Select-Bibliothèque – et les romans Femellisé et La Chienne fatale.

## Filmographie

### Acteur

#### Cinéma
- 1991 : Mocky Story de Jean-Pierre Mocky : le brûleur de pellicule
- 1991 : Le Rêve brisé où... de Jianming Liu (court métrage) : Pizzi, le révolutionnaire
- 1992 : Les Dragueurs de Paris de Jianming Liu (court métrage) : un dragueur au parc
- 1992 : Bonsoir de Jean-Pierre Mocky : le garde républicain à l'Élysée/Mme Talbin, la femme du procureur
- 1992 : Ville à vendre de Jean-Pierre Mocky : M. Van den Brook, le vieillard mutant
- 1993 : Le Mari de Léon de Jean-Pierre Mocky : Ducraît, le mari cocu
- 1994 : Dinosaur from the Deep de Norbert Moutier : l'avocat véreux
- 1994 : Les Ensablés de Luc Pallet (court métrage) : un pécheur
- 1994 : Le Pratiquant de Claude Girard (court métrage) : l'abuseur
- 1995 : La Croisade d'Anne Buridan de Judith Cahen : le laborantin
- 1995 : Le Syndrome d'Edgar Poe de Norbert Moutier : Roderick
- 1995 : Noir comme le souvenir de Jean-Pierre Mocky : le concierge de l'école
- 1995 : Télémania d'Arnaud bell (court métrage) : le vendeur de télévision
- 1997 : Alliance cherche doigt de Jean-Pierre Mocky : M. Dardelin, le responsable de l'association paroissiale
- 1998 : Robin des mers de Jean-Pierre Mocky : Merlouse, le conseiller du député Pénalty
- 1999 : À bras raccourcis de Stéphane Derdérian (court métrage) : l'impresario de l'homme-tronc
- 2000 : C'est pour bientôt de Nader Takmil Homayoun (court métrage) : l'homme dans la rue
- 2000 : The International Necktie Strangler de Bill Hellfire : le satyre du Père-Lachaise
- 2001 : Terriens à Go-Go ! de Merrill Aldighieri : le directeur des programmes extraterrestres
- 2002 : An Erotic Vampire in Paris de Donald Farmer : the French Bad Guy
- 2004 : Horezon de Pascale Bodet : le surveillant de la bibliothèque
- 2005 : Alamo de Jean-François Pey (court métrage) : Januz
- 2008 : C'est plutôt genre Johnny Walker d'Olivier Babinet (court métrage) : le concierge (voix)
- 2010 : Infidélité d'Ovidie : M. Abitbol, le patient guéri du sexologue
- 2010 : Lausanne interdit de Riond (court métrage) : le présentateur
- 2011 : Crédit pour tous de Jean-Pierre Mocky : le banquier Hilaire
- 2011 : Le Dossier Toroto de Jean-Pierre Mocky : un ministre
- 2011 : L'Impresario de Serge Bozon (court métrage) : Christine Parèze, la conférencière sur l'érotisme
- 2012 : Le Mentor de Jean-Pierre Mocky : l'employé des petites annonces
- 2012 : Mangez-moi ! de John B. Root : l'hypnothérapeute
- 2013 : Le Renard jaune de Jean-Pierre Mocky : Dermée, l'éditeur
- 2013 : À votre bon cœur, mesdames de Jean-Pierre Mocky : le centurion dans le club échangiste
- 2014 : Pulsion d'Ovidie : le sexologue
- 2014 : Le Mystère des jonquilles de Jean-Pierre Mocky : le chauffeur de taxi
- 2014 : Cinémabis, Cinémabîmes de Vincent Barrot (court métrage) : la voix off
- 2015 : Le Baiser d'Ovidie : le réceptionniste de l'hôtel
- 2015 : EquinoXe de John B. Root : Maharadjah
- 2015 : Les Compagnons de la pomponette de Jean-Pierre Mocky : le peintre sur préservatifs
- 2016 : Les Prédatrices d'Ovidie : le chirurgien
- 2017 : Les Garçons sauvages de Bertrand Mandico : le procureur
- 2017 : Massacre au débouche chiotte 2 : Plisscon s'est échappé d'Alexandre Jousse (court métrage) : Mme Plisscon
- 2018 : Judith Hôtel de Charlotte Le Bon (court métrage) : Frank, le directeur de l'hôtel
- 2018 : Harmonie de sens de Martin Schrepel (court métrage) : le magicien
- 2018 : Un couteau dans le cœur de Yann Gonzalez : le spectateur cinéphile
- 2020 : La Machine à déboîter le temps de Gary Peener : le professeur Bonet
- 2020 : HUYSwoMANS de Bertrand Mandico (court métrage) : la réalisatrice
- 2021 : Le Sourire de l’homme à la boule de cristal de Juana Wein et Maxime Berger (court métrage)
- 2021 : After Blue (Paradis sale) de Bertrand Mandico (court métrage) : l'œil dans une statue
- 2021 : Dead Flash de Bertrand Mandico (court métrage)
- 2022 : Nourrir les cygnes de Christophe Idéal (court métrage)
- 2023 : Conann de Bertrand Mandico : Octavia
- 2023 : Nous les barbares de Bertrand Mandico (court métrage) : George
- 2023 : Rainer, a Vicious Dog in a Skull Valley de Bertrand Mandico (court métrage) : la metteuse en scène
- 2024 : Dragon Dilatation de Bertrand Mandico (diptyque réunissant deux moyens métrages) : Muni (dans Petrouchka) et Octavia Foss (dans La Déviante Comédie)

#### Télévision
- 1992 : Banco machination de Gérard Vergez : un prisonnier
- 1996 : L'île aux secret de Bruno Herbulot : le serrurier
- 1999-2001 : Le Bidule d'Olivier Babinet, Isabelle Ribotta et Didier Richarth (série diffusée dans Le Vrai Journal de Karl Zéro) : Diégo, le voisin
- 2006 : Corps étranger d'Éric Valette (épisode 2 de la série Sable noir) : le directeur de l'hôtel
- 2023 : L'Émission a déjà commencé (programme comprenant des courts métrages de Bertrand Mandico[note 2] et des intermèdes) : un animateur du plateau de télévision
- 2025 : L'Œil du diable (téléfilm) : Joseph Rosset, l'ornithologue

#### Clips
- 2010 : I'm Afraid of What's There d'Olivier Babinet (pour Zombie Zombie) : le prince des ténèbres
- 2017 : Apprivoisé de Bertrand Mandico (pour Calypso Valois) : le maître des lieux
- 2018 : Niemand de Bertrand Mandico (pour Kompromat) : René Sintenis
- 2019 : Extazus de Bertrand Mandico (pour M83) : Major-domo

### Réalisateur de documentaires
- 2003 : Exotisme, coups de poing et porte-jarretelles ou Wolfgang C. Hartwig, les secrets d'un producteur de séries B
- 2005 : Ce nain que je ne saurais voir !
- 2006 : Jean Gourguet, un artisan du cinéma
- 2010 : Daniel Emilfork, gargouille de charme
- 2013 : Eurociné 33 Champs-Elysées

### Assistant réalisateur de Jean-Pierre Mocky
- 1991 : Mocky Story
- 1992 : Ville à vendre
- 1993 : Le Mari de Léon
- 1994 : Bonsoir
- 1995 : Noir comme le souvenir
- 1997 : Alliance cherche doigt
- 1998 : Robin des mers

## Publications

### Ouvrages documentaires
- Les Nains au cinéma, éd. Christophe Bier, 1998, 131 p.
- Eurociné, éd. Christophe Bier, 1999, 215 p., coll. « Cinéma culte européen » vol. 1
- Censure-moi : histoire du classement X en France, éd. l'Esprit frappeur, 2000, 201 p., coll. « l'Esprit frappeur » n° 83  (ISBN 2-84405-136-7)
- Revue CinÉrotica : l'encyclopédie du cinéma français érotique et pornographique, dir., 2008-2009
  - Vol. 1 : L'érotisme dans le cinéma français, 1895-1940
  - Vol. 2 : L'érotisme dans le cinéma français des années 50
  - Vol. 3 : Les French Sixties, 1960-1973
  - Vol. 4 : La France porno, 1974-1975
- Dictionnaire des films français pornographiques & érotiques de longs métrages en 16 et 35 mm, dir[note 3]. éd. Serious publishing, 2011, XXIII-1194 p.  (ISBN 978-2-36320-001-3)
- Orgasmo : les images incroyables du cinéma érotique ! vol. 1 & 2, éd. Serious publishing, 2012, 222 et 222 p.  (ISBN 978-2363200051) (vol. 1),  (ISBN 978-2363200068) (vol. 2) (en collaboration avec le graphiste Jimmy Pantera)
- Les Éditions du Couvre-feu : éditions d'Antin, éditions du Chevet, éditions Curio, éditions Georges de Cayla, éditions Idéal, éditions de Minuit, éditions Richepanse & Le jardin d'Éros, éd. Astarté, 2013, 158 p., « Coll. bibliographique illustrée de la littérature flagellante. Les inédits de la domination féminine »  (ISBN 978-2-909607-40-5)
- Bis : un vendredi soir sur deux, 20 ans de programmation du cinéma bis à la Cinémathèque française, éd. Serious publishing, 2014, 5 vol. (1038 p.)  (ISBN 978-2-36320-009-9) (coécrit avec Jean-François Rauger)
- Farrel, éd. Christophe Bier, 2017, 189 p.  (ISBN 978-2-91357702-2) (en collaboration avec Dominique Forma)
- Obsessions : sélection de chroniques de l'émission Mauvais Genres, France Culture, 2003-2016, éd. le Dilettante/France Culture, 2017, 254 p.  (ISBN 978-2-84263-910-5)
- Pulsions graphiques : Elvifrance 1970-1992, éd. Cernunnos, 2018, 480 p.  (ISBN 978-2374951249)
- Féminisé : dessins 1930, éd. Nicole Canet-Galerie Au bonheur du jour, 2019, 190 p.  (ISBN 979-10-93837-05-5) (coécrit avec Florent Paudeleux)
- Gaston : créativité, les nouveaux inventeurs, tendance, adoptez la slow attitude, écologie, vert avant l'heure, éd. Prisma media, 2019, 144 p., coll. « Herobook »  (ISBN 978-2-8104-2792-5) (coécrit avec Christian-Louis Eclimont)
- Orgies graphiques, éd. Huginn & Muninn, 2019, 118 p.  (ISBN 978-2-36480-709-9)
- Amour vache, éd. Eretic-Art, 2020, 112 p. (sur Anne Van der Linden, coécrit avec Xavier-Gilles Néret)
- L'Obsession du Matto-Grosso, éd. du Sandre, 2022, 93 p.  (ISBN 978-2-35821-145-1)
- Obsessions bis : sélection de chroniques de l'émission Mauvais Genres, France Culture, 2016-2022, éd. le Dilettante/France Culture, 2023, 222 p.  (ISBN 979-10-308-0116-3)

### Ouvrages de fiction

#### Sous le nom de Christophe Bier
- Ernest, éd. Littérature mineure, 2016
- Horticulture, éd. Derrière la salle de bains, 2018
- SM le maudit, éd. Dynamite, 2018, 55 p., coll. « Canicule »  (ISBN 978-2-36234-164-9) (scénario de bande dessinée illustré par Yxes)
- La Votation Meuh, éd. Esprit de famille, 2023

#### Sous le pseudonyme de Léon Despair
- L'Homme qui hennissait, éd. Média 1000, 2000, 126 p., coll. « Contraintes » n° 43  (ISBN 2-74480-145-3)
- Jamilla Dominax, éd. Média 1000, 2000, 125 p., coll. « Contraintes » n° 46  (ISBN 2-74480-148-8)
- Jamilla frappe les trois coups, éd. Média 1000, 2000, 125 p., coll. « Contraintes » n° 49  (ISBN 2-74480-166-6)
- Maman maso bobo !, éd. Média 1000, 2000, 119 p., coll. « Contraintes » n° 52  (ISBN 2-74480-169-0)
- Née pour souffrir, éd. Média 1000, 2001, 123 p., coll. « Contraintes » n° 53  (ISBN 2-74480-170-4)
- L'Espion qui pleurait, éd. Média 1000, 2001, 120 p., coll. « Contraintes » n° 55  (ISBN 2-74480-172-0)
- Pourquoi pleurent-elles ?, éd. Promo Media X, 2012, coll. « Secrète » (textes accompagnant les dessins de Joseph Farrel)
- Fleurs de mâles, éd. Select-Bibliothèque, 2023, 176 p., coll. « Select-Bibliothèque » n° 101  (ISBN 978-2-9582320-2-3)

#### Sous le pseudonyme d'Erika Montlaur
- L'Affaire Éden Canin, éd. Média 1000, 2000, 123 p., coll. « Contraintes » n° 48  (ISBN 2-74480-165-8)
- L'Affaire Ilsa Koch, éd. Média 1000, 2000, 122 p., coll. « Contraintes » n° 50  (ISBN 2-74480-167-4)
- L'Affaire des valises noires, éd. Média 1000, 2001, 116 p., coll. « Contraintes » n° 56  (ISBN 2-74480-172-0)

#### Sous le pseudonyme de Maxime B.
Comment je suis devenu le toutou de ces dames, éd. Média 1000, 2018, 125 p., coll. « Confessions érotiques » n° 496  (ISBN 978-2-7448-2166-0)

#### Sous le pseudonyme de Don Brennus Aléra fils
- Femellisé, éd. Select-Bibliothèque, 2022, 176 p., coll. « Select-Bibliothèque » n° 99  (ISBN 978-2-9582320-0-9)
- La Chienne fatale, éd. Select-Bibliothèque, 2022, 160 p., coll. « Select-Bibliothèque » n° 100  (ISBN 978-2-9582320-1-6)

### Préfaces et postfaces
- Salauds d'Anta Grey, éd. Sortilèges, 1998, coll. « Les anges du bizarre » n° 6  (ISBN 2-251-82006-X) (coécrit avec Frank Évrard)
- Cahiers d'ébauches de Montorgueil, éd. Astarté, 2010, coll. « Les inédits de la domination féminine » n° 3  (ISBN 978-2-909607-34-4)
- L'Œillet de Louise et autres textes de soumission féminine de Robert Mérodack, éd. la Musardine, 2014, coll. « Lectures amoureuses » n° 170  (ISBN 978-2-84271-859-6)
- L'Avilissement absolu et autres textes de domination féminine de Robert Mérodack, éd. la Musardine, 2015, coll. « Lectures amoureuses » n° 181  (ISBN 978-2-84271-870-1)
- La Pharmacienne d'Esparbec, éd. la Musardine, 2015, coll. « Érotiques contemporains »  (ISBN 978-2-84271-801-5)
- Trans-Est de Roberto Baldazzini et Daniele Brolli, éd. Serious publishing, 2016  (ISBN 978-2-36320-012-9)
- Vice secret chez les femmes de Lady Impéria, Xavier d'Estanges et J. Van Styk, éd. la Musardine, 2017, coll. « Lectures amoureuses » n° 202  (ISBN 978-2-84271-892-3)
- Camp ! : 20 ans d'outrances dans le cinéma anglo-saxon (1960-1980). Volume I, Horreur et exploitation de Pascal Françaix, éd. Marest, 2021  (ISBN 979-10-96535-43-9)

### Pièces radiophoniques
- Le Mystère des belles amputées, mise en ondes par Myron Meerson, France Culture, 2002
- Sinfonia dolorosa, mise en ondes par Myron Meerson, France Culture, 2004